# Denis Chassé
Denis Chassé (* 7. Februar 1970 in Montréal, Québec) ist ein ehemaliger kanadischer Eishockeyspieler, der für die St. Louis Blues, Washington Capitals, Winnipeg Jets und Ottawa Senators in der National Hockey League sowie die Adler Mannheim und Augsburger Panther in der Deutschen Eishockey Liga aktiv war.

## Karriere
Chassé begann seine Karriere bei verschiedenen Teams in der kanadischen Juniorenliga Ligue de hockey junior majeur du Québec, bevor er im Sommer 1991 als Free Agent von den Halifax Citadels aus der American Hockey League verpflichtet wurde.
Zur Saison 1993/94 wechselte der Rechtsschütze zu den St. Louis Blues in die National Hockey League, für die er in drei Jahren 92 Spiele absolvierte und dabei jeweils zehn Tore und Assists erzielte. 1995 wurde der Kanadier im Tausch für Rob Pearson zu den Washington Capitals transferiert, die er nach kurzer Zeit in Richtung Winnipeg Jets verließ. Chassés letzte NHL-Station waren die Ottawa Senators, zur Saison 1997/98 wechselte er zum Deutschen Meister Adler Mannheim. Nach nur drei Monaten wurde der Stürmer jedoch im Tausch gegen den Ex-NHL-Spieler Mike Hudson nach Augsburg transferiert.
Seine Karriere beendete Denis Chassé bei den Cardiff Devils in der britischen Ice Hockey Superleague. Zuvor hatte er zwei Jahre für die Bracknell Bees auf dem Eis gestanden.

## Erfolge und Auszeichnungen
- 2000 Britischer Meister mit den Bracknell Bees

## Karrierestatistik
(Legende zur Spielerstatistik: Sp oder GP = absolvierte Spiele; T oder G = erzielte Tore; V oder A = erzielte Assists; Pkt oder Pts = erzielte Scorerpunkte; SM oder PIM = erhaltene Strafminuten; +/− = Plus/Minus-Bilanz; PP = erzielte Überzahltore; SH = erzielte Unterzahltore; GW = erzielte Siegtore; 1 Play-downs/Relegation; Kursiv: Statistik nicht vollständig)